# Louis Michel (Politiker)

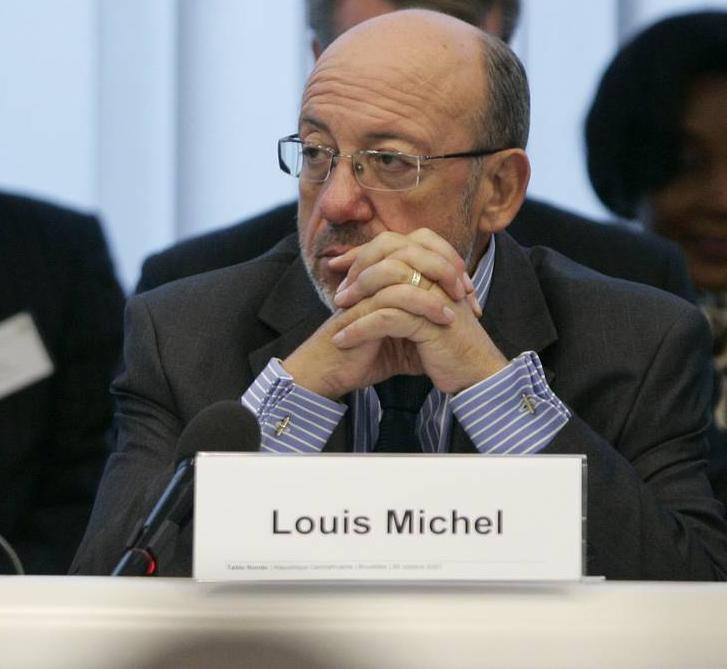
Louis Michel in Brüssel.

Louis Michel [ˈlwi miˈʃɛl] (* 2. September 1947 in Tienen) ist ein belgischer Politiker und Mitglied des Europäischen Parlaments.

## Leben
Er studierte Indogermanistik und lehrte in Jodoigne. Michel ist Mitglied der französischsprachigen liberalen Partei Mouvement Réformateur (MR). Von 1980 bis 1982 war er der politische Generalsekretär, zwischen 1982 und 1990, bzw. 1995 bis 1999 war er Präsident der Partei.
Er wurde 1978 ins belgische Parlament gewählt. Zwischen 1992 und 1995 war er Fraktionsvorsitzender und Vizepräsident der Liberalen Internationale. 1995 wurde er Staatsminister.
Zwischen 1978 und 1999 war er Bürgermeister von Jodoigne. 1999 wurde er Außen- und Außenhandelsminister seines Landes.
Von 2004 bis 2009 war er Kommissar für Entwicklung und Humanitäre Hilfe in der EU-Kommission Barroso. Bei der Europawahl 2009 trat Michel als Spitzenkandidat seiner Partei an und erreichte einen Sitz im Europäischen Parlament.
Er ist verheiratet und hat zwei Kinder. Sein Sohn Charles Michel war vom 11. Oktober 2014 bis zum 27. Oktober 2019 belgischer Premierminister und vom 1. Dezember 2019 bis zum 30. November 2024 Präsident des Europäischen Rates. Sein jüngerer Sohn Mathieu Michel war vom 1. Oktober 2020 bis zum 3. Februar 2025 Staatssekretär in der Regierung De Croo.

## Kritik
Michel wird von belgischen Medien und Lobbyplag vorgeworfen, mehr als 100 Anträge zur industriegerechten Aufweichung des Datenschutzes gestellt zu haben. Michel selbst erklärt, dass er die Änderungsanträge nie gesehen, gekannt oder unterschrieben hätte. Die Anträge seien von seinem Assistenten Luc Paque eingereicht und unterschrieben worden.

## Übersicht der politischen Ämter
- 1977 – 2004: Mitglied des Gemeinderates in Jodoigne
- 1977 – 1982: Schöffe in Jodoigne
- 1978 – 1999: Mitglied der Abgeordnetenkammer
- 1980 – 1995: Mitglied des Rates der Wallonischen Region und der Französischen Gemeinschaft
- 1983 – 2004: Bürgermeister von Jodoigne (teilweise verhindert)
- 1999 – 2004: Senator (teilweise verhindert)
- 1999 – 2004: Vizepremierminister, Minister für auswärtige Angelegenheiten in den Regierungen Verhofstadt I und Verhofstadt II
- 2004 – 2009: Europäischer Kommissar für Entwicklung und Humanitäre Hilfe in der Kommission  Barroso I
- 2009 – heute: Mitglied des Europäischen Parlamentes